# Tittína
A Tittína olasz eredetű női név, a Titta, Titti olasz gyermeknyelvi becenevek továbbképzése, amik a Battista becenevei.

## Gyakorisága
Az 1990-es években szórványos név, a 2000-es években nem szerepel a 100 leggyakoribb női név között.

## Névnapok
Ajánlott névnap:
- január 26.[2]
- február 11.[2]